# Серенч
Серенч (угор. Szerencs) — місто на північному сході Угорщини за 35 кілометрів від столиці медьє — міста Мішкольца. Населення — 10 184 осіб (2001).

## Міста-побратими
- Гайзенхайм, Німеччина
- Есперанж, Люксембург
- Мальхін, Німеччина
- М'єркуря-Ніражулуй, Румунія
- Рожнява, Словаччина